# Zasady odpowiedzialności urzędników rzymskich
Urzędnik rzymski (magistratus), tak samo jak osoba prywatna, podlegał w zasadzie jurysdykcji karnej jak i cywilnej.

## Ochrona nad nadużyciami urzędników
Urząd defensor civitatis można porównać ze współczesnym urzędem Rzecznika Praw Obywatelskich. Powołany został z początkiem IV wieku celem ochrony uboższych, przed nadużyciami ze strony urzędników i ludzi zamożniejszych. Początkowo mianował go prefectus praetorio spośród byłych namiestników prowincji i byłych adwokatów. Później, od początku V wieku, był wybierany spośród senatorskiej rangi przez miejscowego biskupa, niższy kler, wybitnych obywateli, posesorów i kuriałów. Wybór zatwierdzał preafectus praetorio. W II połowie V wieku wprowadzono wybór przez całą ludność miasta (honorati et plebs), jednak taki wybór musiał być zatwierdzony przez cesarza. Do zadań defensorów należało przyjmowanie skarg od ludności na nadużycia urzędników i przedstawianie ich namiestnikom. Sprawowali też sądownictwo w drobnych sprawach cywilnych oraz karnych. Sprawców cięższych przestępstw obowiązani byli uwięzić i odstawić do namiestnika. Od schyłku V wieku urząd ten stracił na znaczeniu i pomimo starań Justyniana I już go nie odzyskał. 

## Odpowiedzialność karna
Odpowiedzialność karna oparta była na powszechnych ustawach karnych. Za przestępstwa popełnione w czasie urzędowania i w związku z urzędowaniem urzędnicy rzymscy (z wyjątkiem cenzorów) odpowiadali przed zwykłymi sądami karnymi. Specjalnego trybunału, który rozpatrywał wyłącznie przestępstwa urzędnicze, w Rzymie nie było. Odpowiedzialność o charakterze karnym groziła głównie za wymuszenia, przekupstwo. Dysponowano szerokim katalogiem kar: kara grzywny, usunięcie ze stanowiska w połączeniu z grzywną, dla dowódców wojskowych nawet kara śmierci, tortury wraz z konfiskatą majątku i wygnaniem, chłosta w połączeniu z wygnaniem, konfiskata majątku i torturami. Według konstytucji cesarza Honoriusza z 412 roku nieprzestrzeganie przepisów regulujących działanie poczty państwowej stanowiło sacrulegium - świętokradztwo. 

## Odpowiedzialność cywilna
Odpowiedzialność cywilna urzędników rzymskich inaczej wyglądała wobec osób prywatnych, inaczej wobec państwa. Za szkody bezprawnie wyrządzone osobom prywatnym urzędnicy odpowiadali w drodze procesu cywilnego. Za czyny mieszczące się w bardzo szeroko pojmowanej kradzieży (furtum), uszkodzeniu mienia (domnum iniura datum) i uszkodzeniu ciała lub zniewadze (iniura), urzędnik odpowiadał tak samo jak osoba prywatna. Na wzór cywilnej actio furti wnoszonej przeciw urzędnikom rzymskim rozwinęło się postępowanie o zwrot łapówek. Wobec państwa urzędnicy rzymscy w zasadzie odpowiadali jedynie za niewłaściwe wykorzystanie powierzonych im pieniędzy publicznych. Tylko kwestorowie byli zobowiązani do składania rachunków z poniesionych wydatków.
Odpowiedzialność urzędników rzymskich, nawet w przypadkach nadużyć, była często teoretyczna. Wdrażane przez tybunów ludowych postępowanie obrachunkowe, a także pretorski proces o sprzeniewierzenie pieniędzy publicznych (furtum pecuniae publicae, peculatus) okazywały się  bezcelowe. Wynikało to stąd, że niektórzy urzędnicy otrzymywali o dyspozycji pieniądze publiczne bez ścisłego określenia ich przeznaczenia (np. cenzor - na wzniesienie budowli). Stosunkowo późno wkroczyło tu ustawodawstwo karne, gdyż dopiero quaestio perpetua umożliwiła wnoszenie przeciw urzędnikom skarg o zwrot sprzeniewierzonego mienia publicznego lub o zapłatę odpowiedniego odszkodowania. 
Inaczej natomiast wyglądała kontrola i odpowiedzialność kwestorów zajmujących się kasami municypalnymi, prowincjonalnymi i kasą państwową. Byli oni zobowiązani do składnia sprawozdań rachunkowych. Jeżeli pieniądze sprzeniewierzył kwestor przydzielony do urzędnika stojącego na czele prowincji, to można było wdrożyć proces zarówno przeciw niemu, jak i przeciw jemu zwierzchnikowi. Kwestor bowiem dokonywał wydatków na polecenie urzędnika. 

## Pociągniecie urzędnika do odpowiedzialności
Skarga karna przeciwko urzędnikowi piastującemu urząd była w zasadzie niemożliwa, o ile nie wyraził on zgody na jej wniesienie. Tak więc z reguły urzędnik, jak długo sprawował swe funkcje, nie mógł być pociągnięty do odpowiedzialności karnej. Po ustąpieniu ze stanowiska odpowiedzialność urzędnika nie podlegała żadnych ograniczeniom. W stosunku do najwyższych urzędników obowiązywała zasada, w myśl której odpowiadali oni dopiero po upływie kadencji, o ile dobrowolnie nie wyrazili zgody na wniesienie skargi przeciwko sobie. Jednak aby nie zakłócać spokojnego sprawowania urzędu, stosowano tę praktykę później także wobec niższych urzędników, takich jak legaci cesarscy (legat - z łac. legatus - posłany - w starożytnym Rzymie nazwano tak pomocnika prokonsula, a czasem namiestników części cesarskich prowincji. W średniowieczu nazwa ta przyjęła się w Kościele katolickim na określenie duchownych (zwykle kardynałów) wysłanych przez papieża w celu wypełnienia określonej misji - religijnej, kościelnej czy politycznej. Kompetencje legatów były zazwyczaj konkretnie określone: rozstrzygali konflikty i spory w danej prowincji kościelnej, kontrolowali działalność  Kościołów krajowych, przekazywali papieskie zalecenia, spełniali misje dyplomatyczne) czy prefekt Rzymu i to zarówno w sprawach karnych jak i cywilnych. Możliwe było jednak podejmowanie kroków prawnych przez urzędników wyższych w stosunku do urzędników niższych w czasie ich urzędowania. Dotyczyło to zarówno postępowania karnego, jak i zastosowania grzywny i aresztu przez zwierzchnika. 
Pełnienie urzędu nie chroniło jednak przed jurysdykcją konsularno-senatorską i cesarską. Uznawano jedynie przywilej nietykalności trybunów ludowych. Zasada niepociągania do odpowiedzialności w czasie sprawowania urzędu nie obowiązywała jedynie w dwóch przypadkach: cudzołóstwa i łapownictwa. 
W sprawach o cudzołóstwo, by nie dopuścić do przedawnienia, można było wnieść skargę przeciwko urzędnikowi, rozpatrzenie jej jednak odraczano do czasu zakończenia urzędowania. Podobnie też dopuszczalne było wniesienie skargi o łapownictwo. Natomiast skargi z tytułu dokonania czynów niedozwolonych (delicta) przez urzędnika w czasie sprawowania władzy mogły być wniesione bezzwłocznie. W okresie cesarstwa zwierzchnicy mogli degradować lub dymisjonować podległych im urzędników popełniających przestępstwa. Można jeszcze dodać, że wszyscy rzymscy magistratus po wyborze ich na urząd musieli w ciągu pięciu dni złożyć przysięgę, że będą ściśle przestrzegać obowiązujących ustaw.